# De Mast (Ostende)
De Mast, offiziell Residentie de Mast,  ist ein Wohnturm in der belgischen Küstenstadt Ostende. Das Gebäude befindet sich an dem
Ernest Feysplein und in unmittelbarer Nähe zum Hauptbahnhof der Stadt.
Gebaut wurde das Hochhaus in 1975. Es hat eine Höhe von 87 Metern, die sich auf 24 Etagen verteilen. Somit ist es nach dem Europacentrum das zweithöchste Gebäude der Stadt und der Provinz Westflandern und zählt des Weiteren zu den höchsten Gebäuden des Landes. Das Gebäude dient ausschließlich als Wohnturm, jedoch befinden sich im Erdgeschoss und in einem kleinen Nebengebäude kleine Läden und Cafe's.